# Drapetis flavicornis
Drapetis flavicornis är en tvåvingeart som beskrevs av Axel Leonard Melander 1918. Drapetis flavicornis ingår i släktet Drapetis och familjen puckeldansflugor. Inga underarter finns listade i Catalogue of Life.